# Introduzione a Parmenide
Introduzione a Parmenide è un saggio di Antonio Capizzi, edito nel 1975 dalla casa editrice Laterza. 
Composto da cinque capitoli e da un'ampia bibliografia, il libro si distingue dagli altri della stessa collana - "I filosofi" - per un taglio più sperimentale e meno divulgativo. In esso, infatti, è proposta una lettura innovativa dei frammenti del poema Sulla Natura di Parmenide, frutto di un'analisi approfondita che si è avvalsa dell'aiuto diretto di archeologi (Mario Napoli, Emanuele Greco e Angela Greco Pontrandolfo), storici (Mario Torelli), filologi (Gregorio Serrao), grecisti (Bruno Gentili) e linguisti (Maria Giulio Guzzo).

## Contenuti
Antonio Capizzi, alla luce dei ritrovamenti archeologici del 1962 sulla collina di Velia ad opera di Mario Napoli, riprende, estende e contestualizza la chiave interpretativa del filosofo eleate avanzata da Guido Calogero. Questi, negli anni trenta, propose di superare la lettura esclusivamente ontologica che, a partire dalle generalizzazioni di Aristotele, ha affascinato gli interpreti moderni, al punto - dice Capizzi - da spingerli a emendare i codici parmenidei ogni volta che il testo rendeva difficile la loro parentela diretta con la «filosofia pura» che in essi si voleva a tutti i costi scorgere. Calogero analizzò il poema che, molto tempo dopo, fu intitolato Sulla natura, e scoprì che le affermazioni sull'essere e il non essere di Parmenide dipendevano da precisi procedimenti logici, e questi a loro volta da «nomi» e «simboli verbali». Non a caso nel poema parmenideo compaiono accenni al «dire», al «significare», al «persuadere». L'ipotesi interpretativa di Antonio Capizzi ha proprio qui il suo principale postulato: che Parmenide dicesse, significasse e persuadesse un uditorio composto dai suoi concittadini, e che i dettagliati riferimenti topografici descritti nel proemio «non avrebbero senso se il narratore non parlasse ai Velini, e non parlasse di Velia» .
Parmenide, linguista appassionato e poliglotta come il suo discepolo Zenone, fonda il suo poema su basi semantiche che solo successivamente si sviluppano sul piano ontologico. Questo, secondo Antonio Capizzi, è però soltanto «un piano di passaggio». Il discorso della dea Giustizia, che parla a Parmenide nel frammento 1 (il cosiddetto "proemio"), ha infatti uno scopo preminentemente politico: quello di ristabilire un'unità tra i quartieri della città di Velia che erano stati separati a causa di un conflitto etnico dei due nuclei che costituirono la città, e cioè i Focei (di lingua ionica) e gli Achei (di lingua dorica), oppure a causa di un più probabile conflitto sociale che determinò una secessione o un'espulsione dei meteci.

## Storia editoriale
Laterza ha pubblicato, fino al 2000, cinque edizioni di Introduzione a Parmenide, ognuna delle quali è stata oggetto di numerose ristampe. Nel 2016 il volume è stato tradotto in spagnolo da Nacho Duque García per i tipi de La Prensas de la Universidad de Zaragoza.